# Tommaso Ceva
Tommaso Ceva   (Milà, 20 de desembre de 1648 - Milà, 3 de febrer de 1737) va ser un matemàtic i poeta italià del segle xvii. Ceva va escriure obres matemàtiques, poètiques, històriques i filosòfiques. Entre les primeres destaquen els seus Opuscula Mathematica (1699) en els que tracta l'aritmètica, les mitjanes geomètriques harmòniques, la cicloide, les corbes i funcions còniques d'ordre superior i la gravetat. Entre les històriques hi ha la biografia del poeta Francesco de Lemene (1706) i de les filosòfiques la Philosophia novo-antiqua (1699) en la que tracta de conciliar el pensament racional i empíric amb la tradició religiosa, critican durament l'atomisme de Lucreci, Gassendi i Descartes. Potser la seva obra més original és el seu poema Jesus Puer (1690). També se'l va anomenar poeta de la natura per les seves Sylvae poeticae (1699).
Fill de Carlo Francesco Ceva, un ric comerciant milanès que també havia sigut recaptador d'imposts, i germà del també reconegut matemàtic Giovanni Ceva. Rebé les seves primeres ensenyances al Col·legi de Brera, la principal institució educativa dels jesuïtes a Milà i el 1663 va ingressar a la Companyia de Jesús. Després de completar els seus estudis a Gènova i Niça, va retornar a Milà el 1675 per a convertir-se en professor del Col·legi de Brera, càrrec que va mantenir fins a la seva mort. El 1682 va pronunciar els seus vots al mateix col·legi. Va ser membre de la Accademia dell'Arcadia que defensava la creació literària més vinculada a la realitat; per això, Ceva va definir la poesia com un somni en presència de la Raó.